# Cryptolaria prima
Cryptolaria prima is een hydroïdpoliep uit de familie Lafoeidae. De poliep komt uit het geslacht Cryptolaria. Cryptolaria prima werd in 1858 voor het eerst wetenschappelijk beschreven door Busk. 